# Be-ALIVE
『be-ALIVE』（ビー・アライヴ）は、2001年2月21日に発売された山根康広15枚目のシングル。発売元は日本クラウン。

## 概要
前作からわずか3か月ぶりとなるシングル。タイトルチューンはテレビ朝日系のドラマ「十手人」主題歌。ピクチャーCD仕様。

## 収録曲
全曲共通　作詞・作曲・編曲：山根康広　
1. be-ALIVE（4:40）[2]
2. Route 66（5:31）[2]
3. be-ALIVE （Instrumental）（4:40）[2]
4. Route 66 （Instrumental）（5:28）[2]